# كوستادين يانتشيف
كوستادين يانتشيف (بالبلغارية: Костадин Янчев)‏ هو لاعب كرة قدم بلغاري في مركز الوسط، ولد في 19 مارس 1963 في بلاغويفغراد في بلغاريا. شارك مع منتخب بلغاريا لكرة القدم. أما مع النوادي، فقد لعب مع بيرين بلاغويفغراد وسسكا صوفيا ونادي لاس بالماس.

## وصلات خارجية
- كوستادين يانتشيف على موقع قاعدة بيانات كرة القدم.إي يو (الإنجليزية)
- كوستادين يانتشيف على موقع ناشيونال فوتبول تيمز (الإنجليزية)